# 地獄の狂獣 キッス・ライヴ
『地獄の狂獣 キッス・ライヴ』（Alive!）は、1975年に発表されたキッスの通算4作目のアルバムで、初のライブ・アルバムである。本作によって彼等は全米規模の人気グループとしての地位を確立した。
『ローリング・ストーン』誌が選んだ「オールタイム・グレイテスト・アルバム500」と「オールタイム・グレイテスト・ライヴ・アルバム50」に於いて、それぞれ159位と6位にランクイン。

## 解説
『キッス・ファースト 地獄からの使者』（1974年）、『地獄のさけび』（1974年）、『地獄への接吻』（1975年）から選ばれた16曲が収録された。
彼等は一部でライブ・バンドとしての高い評価を受けていたにもかかわらず、レコード・セールスは思ったように伸びなかった。1975年3月に始まった『地獄への接吻』ツアーの最中、同アルバムからシングル・カットされた「ロックンロール・オールナイト」がデトロイトで大ヒットした。起死回生の機会を模索していた彼等は急遽予定を変更して、5月16日にコボ・ホールで行なったデトロイト公演を始めクリーブランドやニュージャージー州などでの公演をレコーディングした。
7月下旬から8月上旬まで、ニューヨークのエレクトリック・レディ・スタジオでオーヴァーダビングとミキシングが行なわれた。ジミ・ヘンドリックスやレッド・ツェッペリンを手掛けたエディ・クレイマーがプロデュースとエンジニアリングを担当した。
同年9月に発表され、12月にキッス初のRIAA公認ゴールドディスク、翌1976年1月にはプラチナディスクを獲得した。「ロックンロール・オールナイト」がシングル・カットされて12位まで上昇し、彼等がヒットチャートのTop20に送り込んだ初のシングルとなった
彼等が所属していたカサブランカ・レコードも本作の成功によって深刻な財政難から救われた。

## 収録曲
1. デュース - "Deuce" (ジーン・シモンズ) [3:55]
オリジナルはデビュー・アルバム『地獄からの使者』に収録。1976年発表の「デトロイト・ロック・シティ」と並び、たびたびコンサートのオープニングに使用され、現在もセットリストに登場する彼らの代名詞ともいえるナンバー。
2. ストラッター - "Strutter" (シモンズ、ポール・スタンレー) [3:22]
『地獄からの使者』から。現在もコンサートの定番となっている曲。
3. ガット・トゥ・チューズ - "Got To Choose" (スタンレー) [3:40]
セカンド・アルバム『地獄のさけび』のオープニング・ナンバー。
4. ホッター・ザン・ヘル - "Hotter Than Hell" (スタンレー) [3:29]
『地獄のさけび』のタイトル曲。
5. ファイヤーハウス - "Firehouse" (スタンレー) [3:50]
『地獄からの使者』から。終盤でけたたましくサイレンを鳴らす演出は、この後長い間、ステージのクライマックスとなる。
6. ナッシン・トゥ・ルーズ - "Nothin' To Lose" (シモンズ) [3:33]
『地獄からの使者』から。シモンズとピーター・クリスの掛け合いが楽しい軽快なロックンロールナンバー。
7. 激しい愛を - "C'Mon And Love Me" (スタンレー) [3:04]
サード・アルバム『地獄への接吻』から。
8. パラサイト - "Parasite" (エース・フレーリー) [3:35]
『地獄のさけび』から。
9. 彼女 - "She" (シモンズ、ステファン・コロネル) [6:56]
『地獄への接吻』から。後半には、デビュー・アルバム収録の「レット・ミー・ノウ」のエンディングのギター・リフをつなげ、そのままフレーリーのギターソロに突入する。
10. ウォッチン・ユー - "Watchin' You" (シモンズ) [3:48]
『地獄のさけび』から[注釈 2]。
11. 10万年の彼方 - "100,000 Years" (シモンズ、スタンレー) [12:10]
『地獄からの使者』から。初期のステージではシモンズが血糊を吐くパフォーマンスに続いて演奏されることが多かった。クリスのドラム・ソロとスタンレーのコール＆レスポンスという本作の後半のクライマックスとなっている。
12. ブラック・ダイヤモンド - "Black Diamond" (スタンレー) [5:48]
『地獄からの使者』から。クリスが本編のリード・ヴォーカルを担当した[注釈 3]。
13. ロック・ボトム - "Rock Bottom" (フレーリー、スタンレー) [3:45]
『地獄への接吻』から。フレーリーはイントロのツイン・ギターのアルペジオ部分を作曲した。
14. コールド・ジン - "Cold Gin" (フレーリー) [7:00]
『地獄からの使者』から。現在も彼らのセットリストに欠かせない曲。ヴォーカルはシモンズ。
15. ロックンロール・オールナイト - "Rock And Roll All Nite" (シモンズ、スタンレー) [4:17]
『地獄への接吻』からシングル・カットされて[4]、本作制作のきっかけを作った。本作のヒットを受けて1975年10月にシングル・カットされ[5]、オリジナルを上回るヒットを記録した。現在に至るまでコンサートのラスト・ナンバーに多く使用される不滅のロックンロール・アンセムである。
16. レット・ミー・ゴー・ロックンロール - "Let Me Go, Rock 'N Roll" (シモンズ、スタンレー) [5:45]
『地獄のさけび』から。エンディングを伸ばしたロング・バージョンでライブのラストを盛り上げた[注釈 4]。